# Otto Lohse
Carl Gustav Otto Lohse, född 21 september 1858 i Dresden, död 5 maj 1925 i Baden-Baden, var en tysk dirigent och tonsättare.
Lohse studerade cello- och pianospel vid Dresdens musikkonservatorium. Han blev emellertid tidigt kapellmästare och verkade i Hamburg, Amerika, London (Covent Garden), Madrid och Bryssel till 1912, då han blev operakapellmästare vid stadsteatern i Leipzig. Han var en av Tysklands mest ansedda operaledare och framträdde även själv som operakompositör.